# Sem Controle (filme)
Sem Controle é um filme brasileiro de 2007, escrito pelo roteirista Sylvio Gonçalves, e dirigido por Cris D'Amato.

## Sinopse
Danilo é um diretor de teatro obcecado com a injustiça cometida contra o fazendeiro Manuel da Mota Coqueiro, caso que iniciou o processo de extinção da pena de morte no Brasil. Estimulado por uma mulher linda e misteriosa, Danilo ensaia uma peça sobre Mota Coqueiro, com ele próprio interpretando o fazendeiro e os demais papéis vividos por pacientes psiquiátricos. Quando os limites entre real e imaginário se confundem, Danilo é forçado a reviver os fatos históricos em primeira pessoa, ciente do destino trágico de seu personagem.

## Elenco
- Eduardo Moscovis.... Danilo / Manuel da Motta Coqueiro
- Milena Toscano.... Aline / Úrsula das Virgens
- Vanessa Gerbeli.... Dra. Márcia
- Dirce Migliaccio.... Dona Iolanda
- Marcelo Valle.... Nelson / Domingos / jurado
- Charles Fricks.... André / Julião
- Renata Batista.... Ana
- Cadu Fávero.... Claudionor / Fernandes
- Gláucia Rodrigues.... Estela / Carolina
- Edmilson Barros.... Edmilson / Benedito
- Pablo Sanábio.... Felipe / Fidélis / Paulino
- Shimon Nahmias.... Godofredo / Flor
- Mariana Bassoul.... Vânia / Francisca
- Igor Paiva.... Otávio / policial
- Josias Amon.... Tonhão / Carlos / Tinoco
- Polyanna Passos.... Heloísa / Balbina